# Desa Kencong (administrativ by i Indonesien, lat -8,24, long 113,37)
Desa Kencong (indonesiska: Kencong) är en administrativ by i Indonesien.   Den ligger i provinsen Jawa Timur, i den västra delen av landet, 800 km öster om huvudstaden Jakarta.